# إريك فيشر
إريك فيشر (بالألمانية: Erich Fischer)‏ (و. 1910 – 1969 م) هو فيزيائي، وأستاذ جامعي من ألمانيا . ولد في أولشتين.
توفي عن عمر يناهز 59 عاماً.

## مناصب وهيئات
أدار جامعة توبنغن، وجامعة هومبولت في برلين.